# Робак, Эми
Э́ми Джоа́нн Ро́бак (англ. Amy Joanne Robach; род. 6 февраля 1973, Сент-Джозеф, Мичиган) — американская тележурналистка. Номинантка на Новостную и документальную премию «Эмми» (2017) и Дневную премию «Эмми» (2019, 2021).

## Ранние годы
Эми Джоанн Робак родилась 6 февраля 1973 года в Сент-Джозефе, штат Мичиган, США, в семье Майкла и Джоан Робак. У неё есть младший брат — Эрик Майкл Робак (род. в октябре 1974), врач. Робак росла в Ист-Лансинге и Сент-Луисе до того, как её семья переехала в Джорджию, где она окончила среднюю школу Бруквуда в Снеллвилле и Университет Джорджии с отличием по специальности «Тележурналистика». В 1995 году Робак заняла четвёртое место на конкурсе «Мисс Джорджия».

## Карьера
Робак работала на WCBD-TV (1995—1999), WTTG (1999—2003) и MSNBC (2003—2012). 
С 2012 по 2023 год Робак работала в «ABC News», где вела программы «Good Morning America» (2012—2020), «20/20» (2018—2023), «Пандемия: что вам нужно знать» (2020) и «GMA3: Что вам нужно знать» (2020—2022). В 2017 году она была номинирована на Новостную и документальную премию «Эмми» в категории «Лучшее освещение последних новостей в новостном журнале» за освещение событий о массовом убийстве в Орландо, а в 2019 и 2021 годах — на Дневную премию «Эмми» в категориях «Лучшая утренняя программа» и «Лучший ведущий информативного ток-шоу», соответственно.

## Личная жизнь

### Отношения и дети
С 1996 по 2008 год Робак была замужем за бывшим профессиональным бейсболистом Тимом МакИнтошем. У бывших супругов есть две дочери — Ава МакИнтош (род. пр. 2003) и Аннализ МакИнтош (род. пр. 2006).
С 2010 по 2023 год Робак была замужем за актёром Эндрю Шу.
В августе 2022 года стало известно об отношениях Робак с её соведущим по «GMA3: Что вам нужно знать» Ти Джеем Холмсом, что стало причиной увольнения обоих с «ABC News».

### Проблемы со здоровьем
В 2011 году, в 38-летнем возрасте, Робак перенесла операцию по поводу аритмии сердца.
11 ноября 2013 года Робак сообщила в программе «Good Morning America», что у неё диагностировали рак молочной железы после прохождения маммографии в прямом эфире 1 октября и последующих обследований. В том же месяце ей была проведена двусторонняя мастэктомия, во время которой врачи обнаружили вторую злокачественную опухоль в другой груди и, выяснив что рак распространился на лимфатические узлы, присвоили болезни стадию IIВ. Затем Робак прошла восемь курсов химиотерапии и радиотерапии, и перенесла реконструктивную операцию по восстановлению груди. По состоянию на март 2022 года, она была здорова.

## Избранная фильмография
| Год  |   | Русское название | Оригинальное название | Роль              |
| ---- | - | ---------------- | --------------------- | ----------------- |
| 2015 | с | Погоня за жизнью | Chasing Life          | в роли самой себя |